# Cyclopoapseudes
Cyclopoapseudes är ett släkte av kräftdjur. Cyclopoapseudes ingår i familjen Metapseudidae.
Kladogram enligt Catalogue of Life:
| Cyclopoapseudes | \| \| Cyclopoapseudes diceneon \| \| \| \| \| \| Cyclopoapseudes estafricanus \| \| \| \| \| \| Cyclopoapseudes indecorus \| \| \| \| |
|                 | \| \| Cyclopoapseudes diceneon \| \| \| \| \| \| Cyclopoapseudes estafricanus \| \| \| \| \| \| Cyclopoapseudes indecorus \| \| \| \| |
|                 | Apseudomorpha |
|                 | |
|                 | Calozodion |
|                 | |
|                 | Cryptapseudes |
|                 | |
|                 | Curtipleon |
|                 | |
|                 | Metapseudes |
|                 | |
|                 | Synapseudes |
|                 | |
|                 | Cyclopoapseudes diceneon |
|                 | |
|                 | Cyclopoapseudes estafricanus |
|                 | |
|                 | Cyclopoapseudes indecorus |
|                 | |

|  | Cyclopoapseudes diceneon     |
|  |                              |
|  | Cyclopoapseudes estafricanus |
|  |                              |
|  | Cyclopoapseudes indecorus    |
|  |                              |